# Bradascou
A Bradascou  folyó Franciaország területén, a Vézère bal oldali mellékfolyója.

## Földrajzi adatok
A Francia-középhegységben ered Corrèze megyében 595 méterrel a tengerszint felett, és Uzerche-nél torkollik a Vézère-be. Hossza 33 km.  
Mellékfolyói a Ganaveix és a Lavaud.

## Megyék és városok a folyó mentén
- Corrèze: Condat-sur-Ganaveix, Uzerche.